# الانتخابات الرئاسية الأرمنية 2013

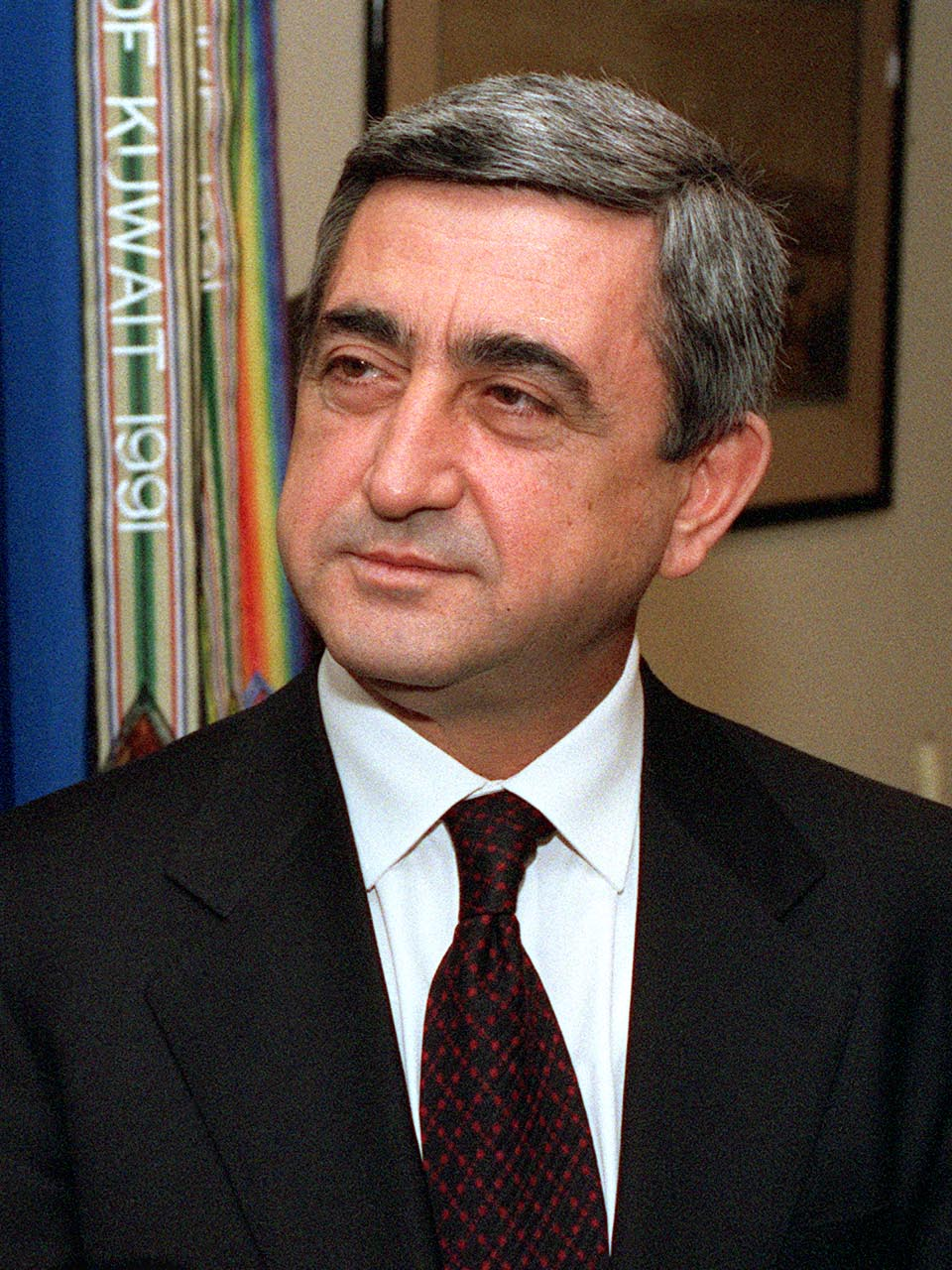
الرئيس الأرمني سيرج سركسيان.

أجريت الانتخابات الرئاسية الأرمنية لعام 2013 في 18 فبراير 2013 في أرمينيا ولقد فاز الرئيس الأرمني سيرج سركسيان للمره الثانية بنسبة 58.64% من الأصوات.